# المولد (نظرية الدارات الكهربائية)

مصدر جهد

مصدر جهد متحكم به)

بطارية من الخلايا

مصدر تيار

مصدر تيار متحكم به)

خلية منفردة

المولد في نظرية الدائرة الكهربائية هو أحد عنصريين أساسيين : مصدر جهد مثالي، أو مصدر تيار مثالي. ويتم اعتبارهم العنصران الأساسيان في نظرية الدائرة الكهربائية. كما يتم اعتبار المولدات الكهربائية الحقيقية كمصدر غير مثالي يتكون من مزيج من مصدر مثالي ومقاوم . وبالمثل فإن مولدات الجهد عبارة عن مصدر جهد مثالي متصل على التوالي مع المقاوم . ويتم وصف المولدات الكهربائية كمصدر تيار مثالي متصل على التوازي مع المقاوم، ويشير المقاوم إلى المقاومة الداخلية للمصدر. وقد لا تتبع معدات العالم الحقيقي هذه النماذج، وخصوصا عند أقصى تحميل (كلاهما العالي والمنخفض) ولكنهم يتناسبوا مع معظم الأغراض .
يعتبر نموذجا المولدات غير المثالية قابلة للتبديل، حيث يمكن استخدامهما لأى مولد معطى . حيث تسمح مبرهنة ثيفينين لمصدر التيار غير المثالي أن يتحول إلى مصدر جهد غير مثالي كما تسمح مبرهنة نورتون لمصدر الجهد غير المثالي بأن يتول إلى مصدر تيار غير مثالي. كلا النموذجين صحيح على حد سواء، لكن مصدر الجهد يكون قابل للتطبيق أكثر عندما تكون المقاومة الداخلية منخفضة (أقل بكثير من معاوقة الحمل) ويكون مصدر التيار قابل للتطبيق أكثر عندما تكون المقاومة الداخلية عالية (بالمقارنة مع الحمل ) .

## الرموز
تستخدم الرموز عادة للمصادر المثالية كما هو موضح بالشكل . وتتغير الرموز من منطقة لأخرى أو من فترة زمنية لأخرى . وهناك رمز شائع آخر لمصدر التيار وهو الدائرتان المتشابكتان .

## المصادر المعتمدة

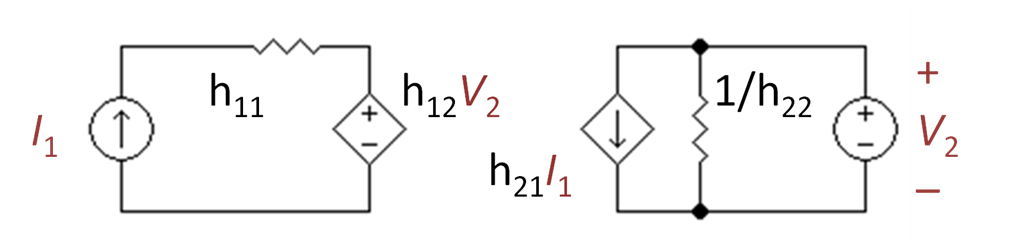
استخدام مصادر معتمدة لتمثيل الشبكة ذات الطرفين بواسطة المتغيرات المولدة(h-parameters)